# Naim Frashëri
Pour les articles homonymes, voir Frashëri.
Naim Frashëri est un écrivain albanais (25 mai 1846 - 20 octobre 1900). 

## Biographie
Défenseur acharné de l'indépendance, qui n'est déclarée qu'en 1912, il écrit un célèbre poème épique sur l'Épopée du Bektachisme : Qerbelaja (1898), de nombreux poèmes lyriques dont Les fleurs de l'été, et une épopée historique : Histoire de Skandeberg.

## Postérité
Naim Frashëri figure sur les billets de 200 lekë émis depuis 1996.